# Isdalen
Das Isdalen (norwegisch Eistal) ist ein vereistes Tal im ostantarktischen Königin-Maud-Land. Es liegt zwischen den Gebirgszügen Aurdalsegga und Isdalsegga in der Südlichen Petermannkette des Wohlthatmassivs.
Entdeckt und anhand von Luftaufnahmen kartiert wurde das Tal bei der Deutschen Antarktischen Expedition 1938/39 unter der Leitung des Polarforschers Alfred Ritscher. Eine neuerliche Kartierung anhand eigener Luftaufnahmen und Vermessungen sowie die deskriptive Benennung erfolgten bei der Dritten Norwegischen Antarktisexpedition (1956–1960).